# Port de Lisbonne
Le port de Lisbonne (Porto de Lisboa en portugais) est le principal terminal de transport maritime du Portugal, il est situé à Lisbonne. Il est traditionnellement le premier port commercial portugais, pour ses conditions naturelles uniques et pour son histoire qui se confond avec celle du pays et de la ville à bien des égards.

## Description
Le port de Lisbonne est situé à la rencontre des eaux du Tage et de l’océan Atlantique, installé dans un port naturel de l’estuaire du Tage, totalisant un bassin net de 32 000 hectares, ce qui lui permet de recevoir des navires de toute taille. La côte portugaise, de par son positionnement, est au carrefour des principales routes du commerce international et sur le front atlantique de l’Europe. Grâce à ce positionnement stratégique, elle a un statut dans les chaînes logistiques du commerce international et dans les circuits de croisières.
Le port est doté de jetées de part et d’autre du Tage. Les terminaux de croisière sont relativement proches du centre de Lisbonne.

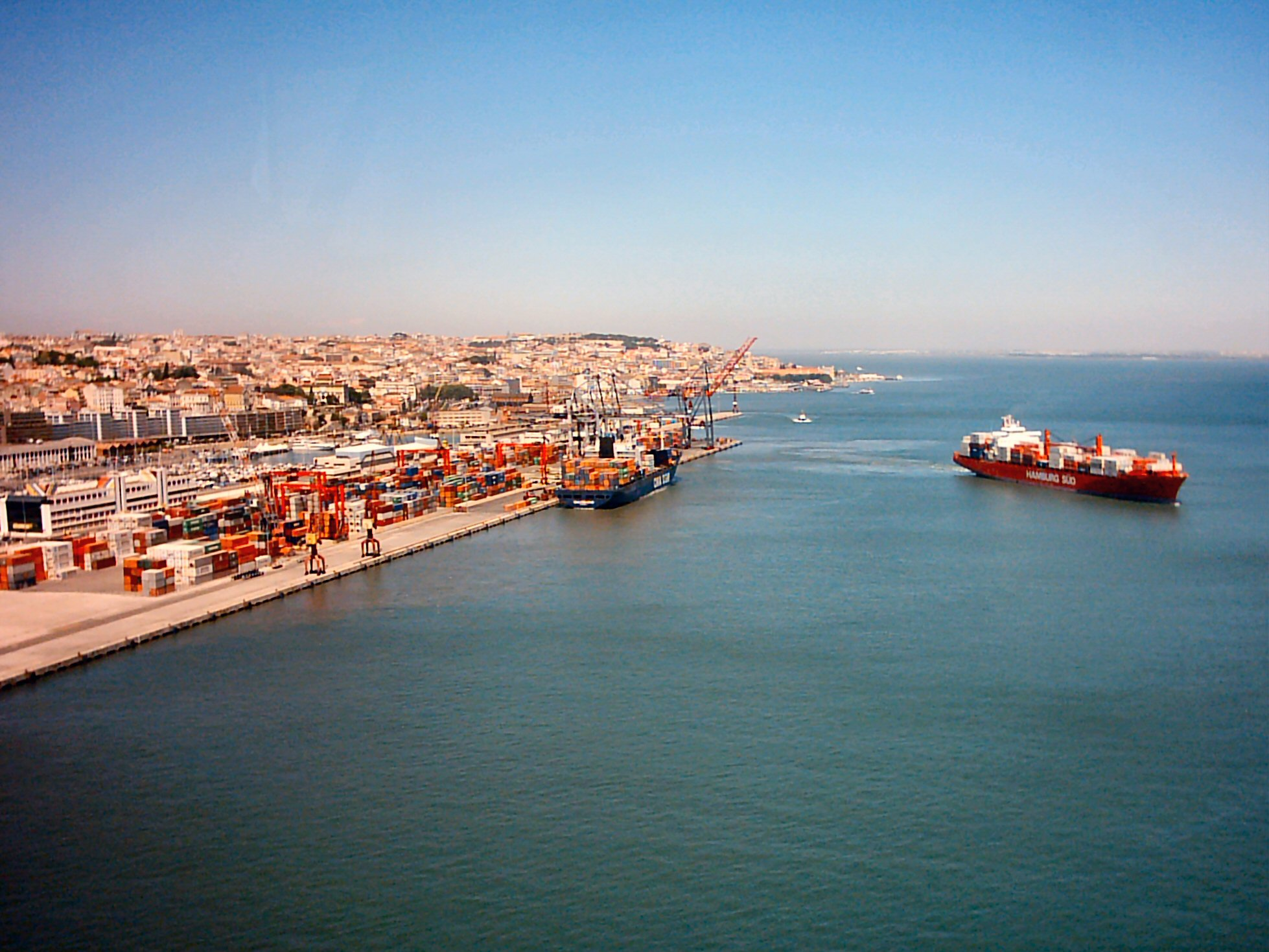
Le terminal à conteneurs.

## Histoire
Le Portugal est le premier pays européen en matière de traite négrière quant au nombre d'individus déportés (5 millions). La traite portugaise des esclaves se faisait principalement en droiture, et peu dans le cadre « commerce triangulaire ». Toutefois, depuis Lisbonne, 92 expéditions négrières ont été organisée, faisant de la ville un port négrier.